# Радіатор автомобіля
У двигуні внутрішнього згоряння з системою рідинного охолодження радіатор є теплообмінником, об'єднуючим два контури системи охолодження. Переважно застосовуються трубчасто-пластинчасті та трубчасто-стрічкові решітки радіаторів. У радіаторі для проходу охолоджувальної рідини застосовують шовні або суцільнотянуті трубки з латунної стрічки товщиною до 0,15 мм. Використовуються й алюмінієві радіатори: вони дешевші та легші, але теплообмінні властивості, при інших рівних умовах (розміри, площа теплообміну і т. д.), і надійність нижче.